# Pyłypy-Ołeksandriwśki
Pyłypy-Ołeksandriwśki (ukr. Пилипи-Олександрівські) – wieś na Ukrainie, w obwodzie chmielnickim, w rejonie chmielnickim, w hromadzie Wińkowce. W 2001 liczyła 953 mieszkańców, spośród których 943 wskazało jako ojczysty język ukraiński, 7 rosyjski, 1 mołdawski, a 2 białoruski.